# Mitzi Gaynor
Mitzi Gaynor, właśc. Francesca Marlene de Czanyi von Gerber (ur. 4 września 1931 w Chicago, zm. 17 października 2024 w Los Angeles) – amerykańska aktorka filmowa.

## Filmografia
- 1950: My Blue Heaven jako Gloria Adams
- 1951:
  - Take Care of My Little Girl jako Adelaide Swanson
  - Golden Girl jako Lotta Crabtree
- 1952:
  - Down Among the Sheltering Palms jako Rozouila
  - Uprzejmie informujemy, że nie są państwo małżeństwem jako Patricia Patsy Reynolds Fisher
  - Bloodhounds of Broadway jako Emily Ann Stackerlee
- 1953: The I Don't Care Girl jako Eva Tanguay
- 1954:
  - Nie ma jak show jako Kathy Donahue
  - Three Young Texans jako Rusty Blair
- 1956:
  - Anything Goes jako Patsy Blair
  - The Birds and the Bees jako Jean Harris
- 1957:
  - Komik jako Martha Stewart
  - Roztańczone dziewczyny jako Joanne Joy Henderson
- 1958: Południowy Pacyfik jako podporucznik Nellie Forbush
- 1963: Pieniądze albo miłość jako Kate Brasher

## Nagrody i nominacje
Za rolę Podporucznik Nellie Forbush w filmie Południowy Pacyfik została nominowana do nagrody Złotego Globu.